# Ana Prieto Nieto
Ana Prieto Nieto (Ginzo de Limia, Orense, 3 de abril de 1965) es una farmacéutica y política española. Diputada en el Congreso de los Diputados en la XIII y XIV Legislatura, entre 2019 y 2023.

## Biografía
Procedente de una familia de farmacéuticos, estudió Farmacia en la Universidad de Santiago de Compostela y ejerció como farmacéutico en Lugo. Fue presidenta del Colegio de Farmacéuticos de Lugo (2009-2015).
Ingresó en la corporación municipal de Lugo tras las elecciones de 2015 en el Partido de los Socialistas de Galicia-PSOE, donde ocupó el cargo de Teniente de alcalde, siendo además concejala de Economía, Empleo y Desarrollo Local (2015-2019). Fue Secretaria de Estudios y Programas de la Comisión Ejecutiva Nacional Gallega del Partido Socialista de Galicia - PSOE (2017-2024).
Encabezó la lista de su formación en la provincia de Lugo para las elecciones generales de abril de 2019, siendo elegida diputada. Repitió su candidatura y ganó nuevamente un escaño en las elecciones de noviembre del mismo año.

### Caso mediador
En 2023 tanto fuentes de la investigación que se lleva a cabo en el caso Mediador, como desde el propio grupo parlamentario socialista certificaron la presencia de Ana Prieto en la cena de varios diputados socialistas, entre los que se encontraba Tito Berni, en el restaurante madrileño Ramses.Pese a esto, en 2024, la Policía afirmó que no podía identificar a los diputados que participaron en dicha cena.